# El sirviente de los huesos
El sirviente de los huesos (título original en inglés Servant of the Bones) es una novela de Anne Rice publicada en 1996. 

## Sinopsis
La historia comienza en la antigua Babilonia. En la cual, Azriel es un joven que tiene el poder de ver a los espíritus y que pasa sus días trabajando en el templo de Marduk y de hecho es amigo del dios Marduk, a quien solo él puede ver y oír.
Luego Azriel es asesinado y convertido en el Sirviente de los Huesos, capaz tanto de hacer el bien como el mal, según lo ordene su amo, ya que aparece solamente al llamado del dueño de sus huesos.
Ya convertido en el sirviente de huesos, sirve a diversos magos a través del tiempo. Aprendiendo a usar sus poderes y realizando los deseos de sus amos. Hasta que se enoja con uno de ellos por su gran maldad, decidiendo que nadie era digno de él. Así fue como empezó a matar a todo aquel que lo llamara.
Hasta que despierta en el siglo veinte al ser llamado sin sus huesos por Esther y presencia su asesinato. Por lo cual toma venganza por ella.

## Enlaces
- Página oficial de Anne Rice (en inglés)
- Wikia exclusivamente dedicada a Anne Rice (en español)
- Página Argentina de Anne Rice. Críticas y biblioteca. (en español)

- Datos: Q3835817